# Saint-Remy-sous-Barbuise
Saint-Remy-sous-Barbuise település Franciaországban, Aube megyében. Lakosainak száma 254 fő (2022. január 1.). Saint-Remy-sous-Barbuise Les Grandes-Chapelles, Saint-Étienne-sous-Barbuise, Saint-Nabord-sur-Aube, Torcy-le-Grand, Torcy-le-Petit, Vaupoisson és Voué községekkel határos.

## Népesség
A település népessége az elmúlt években az alábbi módon változott:
| Lakosok száma | 103  | 146  | 151  | 144  | 209  | 222  | 231  | 241  | 246  | 254  |
|               | 1968 | 1982 | 1990 | 2006 | 2013 | 2015 | 2017 | 2019 | 2020 | 2022 |